# Atlantic City
 For alternative betydninger, se Atlantic City (flertydig). (Se også artikler, som begynder med Atlantic City)
Atlantic City er en by i New Jersey i USA. Byen har 38.497(2020) indbyggere og er hovedsageligt kendt for at være et yndet turistmål og den amerikanske østkysts svar på Las Vegas. Byen blev grundlagt i 1854 og har gennem hele sin levetid hovedsageligt været et turistmål. I 1964 var byen vært for Det Demokratiske partis kongres, hvor Lyndon Johnson blev nomineret til partiets kandidat til præsidentposten. Efter en folkeafstemning blev der i 1976 åbnet for at der kunne bygges casinoer i byen og to år senere åbnede det første casino. I dag er der 12 casinoer i byen.